# 5. ceremonia wręczenia nagród Brytyjskiej Akademii Filmowej
5. ceremonia rozdania nagród Brytyjskiej Akademii Sztuk Filmowych i Telewizyjnych.

## Laureaci

### Najlepszy film
- Rondo
- Amerykanin w Paryżu
- Cień człowieka
- Opowieści o detektywie
- 14 godzin
- Sierpniowa niedziela
- Panna Julia
- Szajka z Lawendowego Wzgórza
- Magiczna skrzynka
- Magiczny ogród
- Człowiek w białym ubraniu
- O miejsce pod słońcem
- Szkarłatne godło odwagi
- The Small Miracle
- The Sound of Fury
- Spacer w słońcu
- White Corridors
- Edward i Karolina

### Najlepszy brytyjski film
- Szajka z Lawendowego Wzgórza
- Magiczna skrzynka
- Cień człowieka
- Magiczny ogród
- Człowiek w białym ubraniu
- O miejsce pod słońcem
- The Small Miracle
- White Corridors

### Najlepszy film dokumentalny
- Bobrowa dolina